# Elina Valtonen
Elina Maria Valtonen (Helsinki 23 oktober 1981) is een Finse politica die sinds 2023 minister van Buitenlandse Zaken is in het kabinet-Orpo. Valtonen werd voor het eerst verkozen als parlementslid in 2014 voor de Nationale Coalitiepartij voor de kieskring Uusimaa. Tijdens de gemeenteraadsverkiezingen van 2021 kreeg zij het op één na hoogste resultaat voor de raad van Helsinki.

## Biografie
Valtonen werd geboren in Helsinki en is zowel in Finland als Duitsland opgegroeid. Zij heeft masterdiploma's in zowel technologie als financiële economie behaald aan de universiteit van Helsinki. Voordat Valtonen de politiek in ging, heeft ze onder meer gewerkt als investeringsbankier, programmeur, journalist en ondernemer. Tijdens haar huwelijk heette zij Elina Lepomäki, maar na de scheiding van haar man heeft zij haar geboortenaam Valtonen weer aangenomen. Met haar ex-man kreeg zij twee kinderen.
- Gemeinsame Normdatei: 1319209823
- International Standard Name Identifier: 0000 0004 9298 2741
- Library of Congress Control Number: n2018070911
- Virtual International Authority File: 4936154592516043370005
- WorldCat: E39PBJymrxjtwQmtCp9YQfWxDq